# Coronado - Intrappolati nella giungla
Coronado - Intrappolati nella giungla (Coronado) è un film del 2003 diretto da Claudio Fäh.
È un film d'avventura statunitense e tedesco con Kristin Dattilo, Clayton Rohner e Michael Lowry.

## Trama
Dopo aver scoperto che il suo compagno è andato a El Coronado, un paese vicino a Città del Messico sull'orlo della rivoluzione, Claire Winslow segue le sue tracce. Giunta sul posto, la donna si allea con Arnet McClure, un reporter televisivo che rifornisce segretamente i ribelli con armi inviate dal governo degli Stati Uniti.

## Produzione
Il film, diretto da Claudio Fäh su una sceneggiatura di Volker Engel, Marc Weigert e dello stesso Fäh, fu prodotto da Engel, Weigert e da Bob Hurrie per la ARMS GmbH, la Coronado Motion Picture e la Uncharted Territory. Fu girato negli Estudios Churubusco Azteca a Città del Messico, a Guanajuato e a Veracruz, in Messico, nei New Deal Studios a Los Angeles in California, e in Svizzera con un budget stimato in 4.700.000 dollari.

## Distribuzione
Il film fu presentato all'Hamburg Fantasy Filmfest il 16 agosto 2003 e fu distribuito in Germania  al cinema dalla Nighthawks Pictures GmbH & Co. KG dal 22 aprile 2004. Fu poi distribuito per l'home video dalla Universal Pictures con il titolo Coronado.
Alcune delle uscite internazionali sono state:
- in Spagna il 24 settembre 2003 (in DVD)
- in Israele il 25 settembre 2003
- in Finlandia il 7 ottobre 2003 (in DVD)
- in Svezia il 5 novembre 2003 (in DVD)
- in Corea del Sud il 12 dicembre 2003
- in Norvegia il 17 dicembre 2003 (in DVD)
- in Islanda il 27 gennaio 2004 (in DVD)
- in Thailandia il 6 febbraio 2004 (limited)
- in Kuwait il 30 marzo 2004
- in Repubblica Ceca il 24 maggio 2004 (in DVD)
- in Giappone il 29 maggio 2004 (Tokyo)
- in Austria il 14 ottobre 2004
- in Grecia (Epanastasi sto Coronado)
- in Italia (Coronado - Intrappolati nella giungla)

## Promozione
La tagline è: "Let the revolution begin!".